# Walter Tanoni
Walter Daniel Tanoni (Bombal, Provincia de Santa Fe, 16 de septiembre de 1969-Firmat, Provincia de Santa Fe, 22 de septiembre de 2000) fue un piloto argentino, de automovilismo de velocidad.
Iniciado en el ámbito del automovilismo zonal de su provincia, desarrolló su carrera deportiva exclusivamente en categorías de turismos y principalmente en el Turismo Nacional.
Debutó en 1993 en la Clase 2 del Turismo Nacional, donde compitió hasta 1998, logrando el subcampeonato, por detrás de 
Claudio Bisceglia. En 1999 debutó en la Clase 3, donde compitió hasta el 2000.
Murió el 22 de septiembre de 2000, como consecuencia de un accidente de tráfico en cercanías de Firmat, Provincia de Santa Fe. El piloto embistió su automóvil particular (un Peugeot 405) contra la parte trasera de un camión, cuando retornaba desde la localidad de Lincoln hacia su Bombal natal.
Al momento de su muerte, Tanoni contaba con 31 años y 6 días de edad y estaba puntero del campeonato de la Clase 3, a falta de 3 fechas para finalizar el torneo. Sin embargo y a pesar de este infortunio, terminó consagrándose en condición de post-mortem, emulando a pilotos como el austríaco Jochen Rindt, campeón de  Fórmula 1 en 1970, o su compatriota Nasif Estéfano, campeón de Turismo Carretera en 1973.

## Principales resultados
| Temporada | Categoría                    | Automóviles      | Carreras                   | Res.  | Puntos | Pos.  |
| --------- | ---------------------------- | ---------------- | -------------------------- | ----- | ------ | ----- |
| 1993      | Clase 2 del Turismo Nacional | Volkswagen Gacel | General Roca, Río Negro    | 4.º   | 20     | 17.º  |
| 1993      | Clase 2 del Turismo Nacional | Volkswagen Gacel | Paraná, Entre Ríos         | 6.º   | 20     | 17.º  |
| 1993      | Clase 2 del Turismo Nacional | Volkswagen Gacel | Santa Rosa, La Pampa       | 7.º   | 20     | 17.º  |
| 1994      | Clase 2 del Turismo Nacional | Volkswagen Gacel | Buenos Aires               | 9.º   | 19     | 22.º  |
| 1995      | Clase 2 del Turismo Nacional | Volkswagen Senda | Oberá, Misiones            | 6.º   | 16     | 12.º  |
| 1995      | Clase 2 del Turismo Nacional | Volkswagen Senda | El Zonda, San Juan         | 10.º  | 16     | 12.º  |
| 1996      | Clase 2 del Turismo Nacional | Ford Escort Ghia | Rosario, Santa Fe          | 1.º   | 66     | 4.º   |
| 1996      | Clase 2 del Turismo Nacional | Ford Escort Ghia | San Jorge, Santa Fe        | 3.º   | 66     | 4.º   |
| 1996      | Clase 2 del Turismo Nacional | Ford Escort Ghia | Oberá, Misiones            | 4.º   | 66     | 4.º   |
| 1996      | Clase 2 del Turismo Nacional | Ford Escort Ghia | Río Cuarto, Córdoba        | 5.º   | 66     | 4.º   |
| 1997      | Clase 2 del Turismo Nacional | Ford Escort Ghia | Buenos Aires               | 2.º   | 56     | 5.º   |
| 1997      | Clase 2 del Turismo Nacional | Ford Escort Ghia | Buenos Aires               | 4.º   | 56     | 5.º   |
| 1997      | Clase 2 del Turismo Nacional | Ford Escort Ghia | Buenos Aires               | 10.º  | 56     | 5.º   |
| 1997      | Clase 2 del Turismo Nacional | Ford Escort Ghia | Concordia, Entre Ríos      | 3.º   | 56     | 5.º   |
| 1997      | Clase 2 del Turismo Nacional | Ford Escort Ghia | Bahía Blanca, Buenos Aires | 4.º   | 56     | 5.º   |
| 1997      | Clase 2 del Turismo Nacional | Ford Escort Ghia | General Roca, Río Negro    | 5.º   | 56     | 5.º   |
| 1998      | Clase 2 del Turismo Nacional | Ford Escort Ghia | Concordia, Entre Ríos      | 1.º   | 130    | 2.º   |
| 1998      | Clase 2 del Turismo Nacional | Ford Escort Ghia | Mar de Ajó, Buenos Aires   | 1.º   | 130    | 2.º   |
| 1998      | Clase 2 del Turismo Nacional | Ford Escort Ghia | Balcarce, Buenos Aires     | 3.º   | 130    | 2.º   |
| 1998      | Clase 2 del Turismo Nacional | Ford Escort Ghia | Salta                      | 5.º   | 130    | 2.º   |
| 1998      | Clase 2 del Turismo Nacional | Ford Escort Ghia | Río Cuarto, Córdoba        | 5.º   | 130    | 2.º   |
| 1999      | Clase 3 del Turismo Nacional | Ford Escort XR3  | Oberá, Misiones            | 1.º   |        | 12.º  |
| 1999      | Clase 3 del Turismo Nacional | Ford Escort XR3  | Concordia, Entre Ríos      | 2.º   |        | 12.º  |
| 1999      | Clase 3 del Turismo Nacional | Ford Escort XR3  | Bahía Blanca, Buenos Aires | 3.º   |        | 12.º  |
| 1999      | Clase 3 del Turismo Nacional | Ford Escort XR3  | Salta                      | 5.º   |        | 12.º  |
| 1999      | Clase 3 del Turismo Nacional | Ford Escort XR3  | Río Cuarto, Córdoba        | 5.º   |        | 12.º  |
| 2000      | Clase 3 del Turismo Nacional | Ford Escort XR3  | Mar de Ajó, Buenos Aires   | 1.º   | 133    | 1.º   |
| 2000      | Clase 3 del Turismo Nacional | Ford Escort XR3  | Oberá, Misiones            | 1.º   | 133    | 1.º   |
| 2000      | Clase 3 del Turismo Nacional | Ford Escort XR3  | Bahía Blanca, Buenos Aires | 2.º   | 133    | 1.º   |
| 2000      | Clase 3 del Turismo Nacional | Ford Escort XR3  | Olavarría, Buenos Aires    | 2.º   | 133    | 1.º   |
| 2000      | Clase 3 del Turismo Nacional | Ford Escort XR3  | Concordia, Entre Ríos      | 2.º   | 133    | 1.º   |
| 2000      | Clase 3 del Turismo Nacional | Ford Escort XR3  | Salta                      | 9.º   | 133    | 1.º   |
| 2000      | Clase 3 del Turismo Nacional | Ford Escort XR3  | Buenos Aires               | 10.º  | 133    | 1.º   |
| Fuente:   | [ 5 ]                        | [ 5 ]            | [ 5 ]                      | [ 5 ] | [ 5 ]  | [ 5 ] |

## Palmarés
| Título     | Categoría                    | Automóvil        | Temporada |
| ---------- | ---------------------------- | ---------------- | --------- |
| Subcampeón | Clase 2 del Turismo Nacional | Ford Escort Ghia | 1998      |
| Campeón    | Clase 3 del Turismo Nacional | Ford Escort XR3  | 2000      |

## Homenajes
Tras conocerse la noticia de su deceso, Walter Tanoni lideraba el campeonato de la Clase 3 del Turismo Nacional con una ventaja de 21 puntos sobre su escolta Oscar Canela, a falta de tres fechas para terminar. Con el objetivo de lograr sostener esa ventaja, su hermano menor Omar Luis, quien hasta ese momento competía en la Clase 2, tomó la decisión de pasar de categoría con una unidad similar a la de su hermano, mientras que en la última fecha, Hernán Bradas tomó la responsabilidad de conducir el auto de Walter. En aquella última competencia del año 2000, Bradás terminó ganando la competencia, mientras que Omar arribó en quinta posición, recibiendo de modo simbólico el "1" que en 2001 debía pintar su hermano.
En otro orden de cosas, el 1 de julio de 2009 la comuna de su pueblo natal Bombal, homenajeó al desaparecido piloto al nombrar al tramo de la Ruta Provincial 14 que atraviesa el ejido urbano de la localidad, con el nombre de "Avenida Walter Tanoni".